# Rhynchospora siguaneana
Rhynchospora siguaneana är en halvgräsart som beskrevs av Nathaniel Lord Britton. Rhynchospora siguaneana ingår i släktet småag, och familjen halvgräs. Inga underarter finns listade i Catalogue of Life.